# 원평초등학교 (경남)
원평초등학교는 대한민국 경상남도 통영시에 있는 공립 초등학교이다.

## 학교 연혁
- 1943.06.07 통영군 원평공립국민학교 개교
- 1996.03.01 원평초등학교로 교명 변경
- 1999.09.01 해간분교장, 장문초등학교 폐교로 본교 편입
- 2003.03.01 어의분교장 폐교로 본교 편입
- 2014.03.01 지도분교장 폐교로 본교 편입

## 참고 자료
- 원평초등학교 - 한국교육학술정보원 학교알리미